# Jan Cux 2
Die Jan Cux 2 ist ein deutsches Fahrgastschiff der Reederei Cassen Eils.

## Geschichte
Der Neubau wurde 1977 als Fischereifahrzeug in Auftrag gegeben. Nachdem der Bauauftrag während der Bauphase an Katharina Detzkeit, Cuxhaven, gewechselt hatte, wurde das Schiff als Fahrgastschiff fertiggestellt. Nach der Ablieferung verkehrte es auf Rundfahrten ab Cuxhaven.
Ab 1979 war das Schiff für die Cuxhavener Reederei NARG registriert. In den 1980er Jahren wurden auch Fahrten mit der Jan Cux 2 nach Helgoland angeboten.
Nach der Saison 2023 verkaufte Kapitän Christian Detzkeit seine beiden Schiffe Jan Cux und Jan Cux 2 an die Reederei Cassen Eils und stellte den Reedereibetrieb ein. Die Jan Cux 2 wurde an die Nordische Schiffsbeteiligung verchartert und zur Otto-Eberhardt-Werft nach Arnis verholt. Dort sollte das Schiff auf einen zukünftigen Einsatz als Artemis für Ausflugsfahrten ab Eckernförde vorbereitet werden, der jedoch nicht zustande kam. Stattdessen lag das Schiff das Jahr über unter dem verkürzten Namen A in der Werft.
Im November 2024 wurde die Charter der Artemis beendet und das Schiff an Cassen Eils zurückgegeben. Eine Wiederinbetriebnahme ist geplant.